# Jahoda

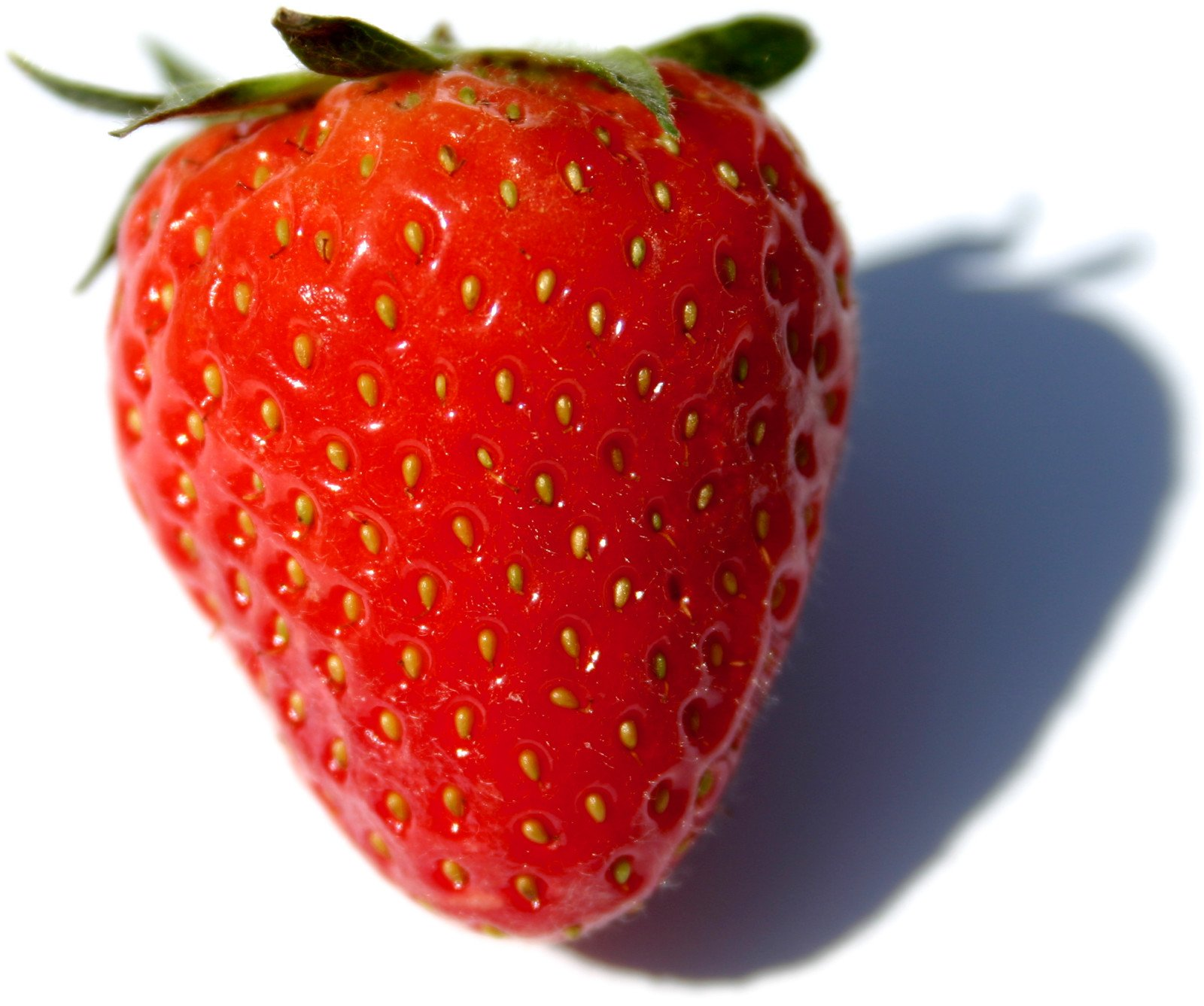
Zralá jahoda

Jahoda je souplodí nažek na šťavnatém zdužnatělém květním lůžku, rostoucí na jahodníku (Fragaria). Toto souplodí nažek vytváří nepravý plod, jahoda patří mezi drobné ovoce.
Jahody jsou velmi bohatým zdrojem vitamínu C. Jeho obsah je srovnatelný s citrusovými plody. V závislosti na odrůdě může dosahovat od 40 do 90 mg/100 g plodu. Vyjma vysokého podílu vitamínu C jsou také bohatým zdrojem vitamínu A, B, E a organických kyselin (jako například kyseliny jablečné, citrónové, chininové, šťavelové, salicylové či ellagové, která působí v prevenci nádorových chorob). Organické kyseliny jsou důležitým faktorem udávající typickou a charakteristickou vůni a chuť.
Jahoda obsahuje také lehce stravitelnou vlákninu, což umožňuje snadné další tepelné úpravy a výrobu marmelád, či džemů. Z minerálních látek je v jahodě zastoupen převážně draslík, zinek, hořčík, síra, vápník a pak některé netypické prvky jako je bor, fluor, kobalt či molybden. Jsou také výrazným zdrojem tekutin, jelikož plody jsou tvořeny z 87 % z vody.
Oproti ostatním druhům ovoce obsahují malý podíl přírodních cukrů. Konzumace jahod má údajně pozitivní účinek na tvorbu testosteronu, který aktivuje spermie. Podporuje krevní oběh v pohlavních orgánech díky vysokému obsahu antioxidantů. Dále podporují metabolismus, vylučování, působí proti vzniku močových a žlučových kamenů, snižují nachlazení, pomáhají při léčbě chorob srdce.
Jahoda není bobule, ačkoliv je často za bobuli nebo plod považována. U bobulí jsou semena obklopena více nebo méně šťavnatou dužninou. Klasickým příkladem jsou angrešt, rybíz nebo borůvka, ale patří mezi ně také okurka, řepa nebo dýně. Jahody nikoliv. U těchto druhů je konzumován plod, avšak u jahodníku nejde botanicky o plod, ale zbytnělé květní lůžko. Vlastní plody jsou malá zelená zrníčka na červeném slupci.

## Historie
Jahody jsou známy již od dob starověkého Říma (i když archeologické nálezy ukazují, že byly konzumovány již v době kamenné),. Pro širokou konzumaci se ale začaly používat až v pozdním středověku, kdy byly pěstovány převážně mnichy. Zahradní jahody, které jsou v současnosti konzumovány, vznikly křížením několika druhů jahod. Některé z nich byly do Evropy přivezeny až francouzskými korzáry v 17. století po objevení Ameriky. Za vznik současných jahod je zodpovědné křížení druhů zahradníkem Ludvíka XV. jménem Antoino Duchesne. Díky jeho práci došlo ke zkřížení jahodníku virginského a jahodníku chilského, což mělo za následek vznik nové odrůdy v podobě jahodníku ananasového, který se pěstuje dnes.
Jahody byly dříve považovány pro svou chuť za královské ovoce, či za ovoce lásky, kdy jejich konzumace měla podporovat chuť k sexu.
Na území Čech a Moravy se jahody (v dnešním významu slova) začínají v širší míře pěstovat až v 19. století v oblasti Neveklovska.  Ve dřívější češtině slovo "jahody" mívalo širší význam drobných lesních plodů.  Může proto ještě i dnes v některých dialektech označovat také borůvky, ať už v ustáleném spojení "černé jahody", nebo i prostě jako "jahody".

## Druhy jahod
V současnosti jsou pěstovány různé odrůdy jahodníku. Obvykle se jedná o křížence více druhů. Nejčastěji jsou pěstovány odrůdy křížence jahodník velkoplodý (Fragaria × ananassa). Tyto jahody jsou obvykle rostliny větší vzrůstem, mají větší plody než plané druhy jahod. Plody často obsahují více vody. Podle doby sklizně jsou někdy prodejci rozdělovány odrůdy jahodníku velkoplodého na:
- jednouplodicí odrůdy které dávají jednu nebo dvě sklizně do roka
- „stáleplodicí“ – mezi odrůdy „stáleplodících“ jahodníků zařazujeme odrůdy, které v podmínkách ČR plodí dvakrát ročně. Mimo tyto období je u těchto odrůd plodnost spíše žádná.
- „měsíční“ jahody jsou řazeny do druhu Fragaria vesca, nejde o jahodník velkoplodý. Pěstované kultivary plodí opakovaně, až dvakrát ročně menší plody nebo velmi malé plody v nevelkém množství. Jde o velmi dekorativní ovoce (a rostliny).
- „Day neutral“ – jahodníky plodící celý rok. Tyto jahodníky ovšem dávají velkou úrodu také pouze v pozdním jaře a počátkem léta.

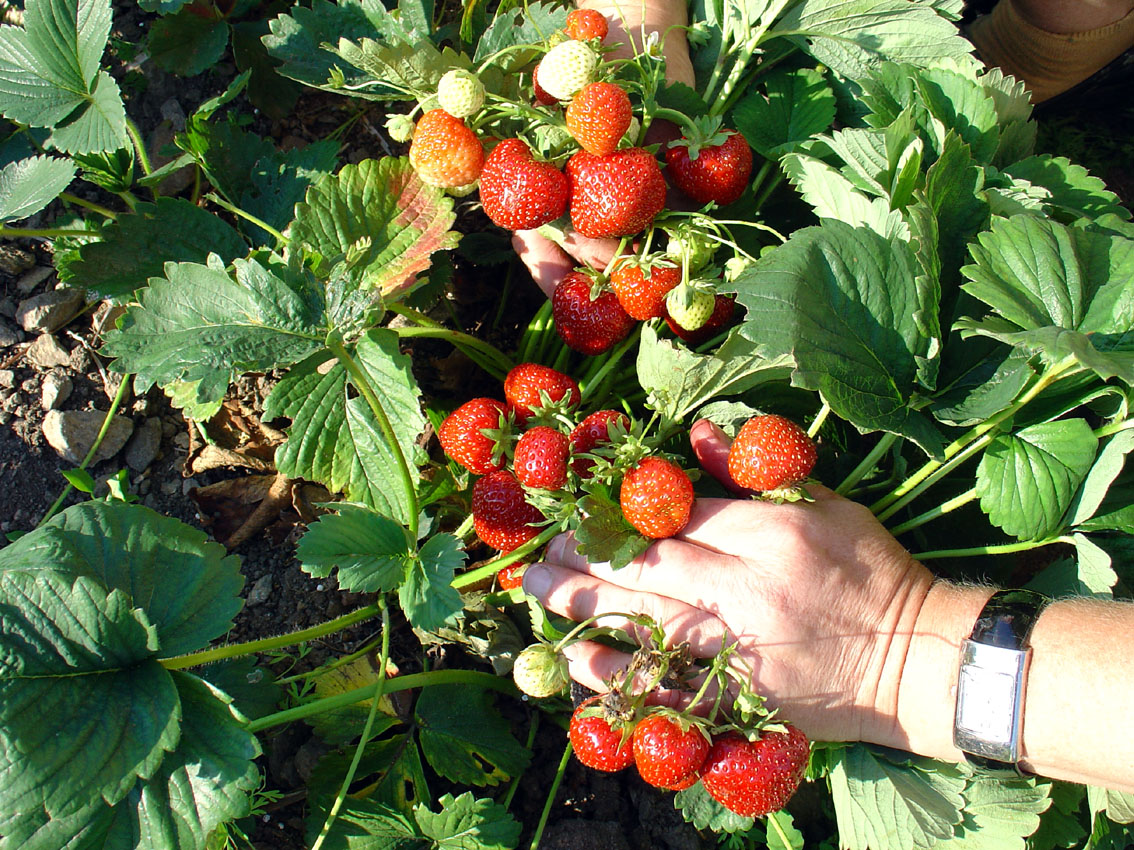
Jahody na jahodníku

## Sklizeň
Jahody se sklízejí ručním sběrem, kdy jsou trhány z jahodníku. Hlavní období sklizně je nejčastěji v červnu a červenci. Sklízené jahody mají svěže červenou barvu, která naznačuje, že jsou již dozrálé. Nezralé plody jsou zelené, či nažloutlé a přezrále pak tmavě rudé a na dotek již měkké. Doporučuje se sklízet jahody dopoledne, jelikož jsou již oschlé, ale současně stále lehce podchlazené, což udržuje jejich stav déle čerstvý. Natrhané jahody by se měly umístit do ledničky, či chladné místnosti, aby déle vydržely, nebo se mohou zamrazit.
Většina jahod je dnes pěstována na obrovských jahodových plantážích, které jsou rozesety po celém světě. Mezi největší pěstitele se řadí USA, Španělsko, Francie, Itálie, Japonsko, Polsko, Rusko, či severské státy. Roční produkce přesahuje 2 milióny tun a jedná se o výraznou vývozní komoditu.
Alternativou k pěstování na obrovských plantážích je lokální pěstování v menším na farmách. Většina českých farem najímá v sezóně brigádníky, kteří jahody sbírají. U některých jahodových farem zbývá prostor pro tzv. samosběr jahod. Farmář nabízí lidem možnost sbírat jahody přímo na poli, tím farma ušetří shánění a výplaty brigádníkům a proto jsou jahody ze samosběru levnější. Průměrná cena jahod v samosběru je 53 Kč za kilo, v obchodech v sezóně se cena jahod pohybuje okolo 104 Kč, v akci 87 Kč za kilo.

## Průměrný obsah látek a minerálů
Tabulka udává dlouhodobě průměrný obsah živin, prvků, vitamínů a dalších nutričních parametrů zjištěných v zahradních jahodách.
| Složka          | Jednotka | Průměrný obsah | Prvek (mg/100 g) | Průměrný obsah | Složka (mg/100g) | Průměrný obsah |
| --------------- | -------- | -------------- | ---------------- | -------------- | ---------------- | -------------- |
| voda            | g/100 g  | 89,5           | Na               | 6              | vitamin C        | 77             |
| bílkoviny       | g/100 g  | 0,13           | K                | 160            | vitamin D        | 0              |
| tuky            | g/100 g  | 0,1            | Ca               | 16             | vitamin E        | 0,20           |
| cukry           | g/100 g  | 6,0            | Mg               | 10             | vitamin B6       | 0,06           |
| celkový dusík   | g/100 g  | 0,13           | P                | 24             | vitamin B12      | 0              |
| vláknina        | g/100 g  | 1,1            | Fe               | 0,4            | karoten          | 0,008          |
| mastné kyseliny | g/100 g  | stopy          | Cu               | 0,07           | thiamin          | 0,03           |
| cholesterol     | g/100 g  | 0              | Zn               | 0,1            | riboflavin       | 0,03           |
| energie         | kJ/100 g | 113            | Mn               | 0,3            | niacin           | 0,6            |

## Alergie na jahody
Jahody jsou často uváděny jako příčina alergických reakcí. Ve většině případů se však nejedná o alergickou, ale tzv. pseudoalergickou reakci. Tato se vyznačuje podobnými příznaky, nejčastěji kopřivka, které jsou však vyvolávány jiným mechanismem.

## Využití

### Konzumace

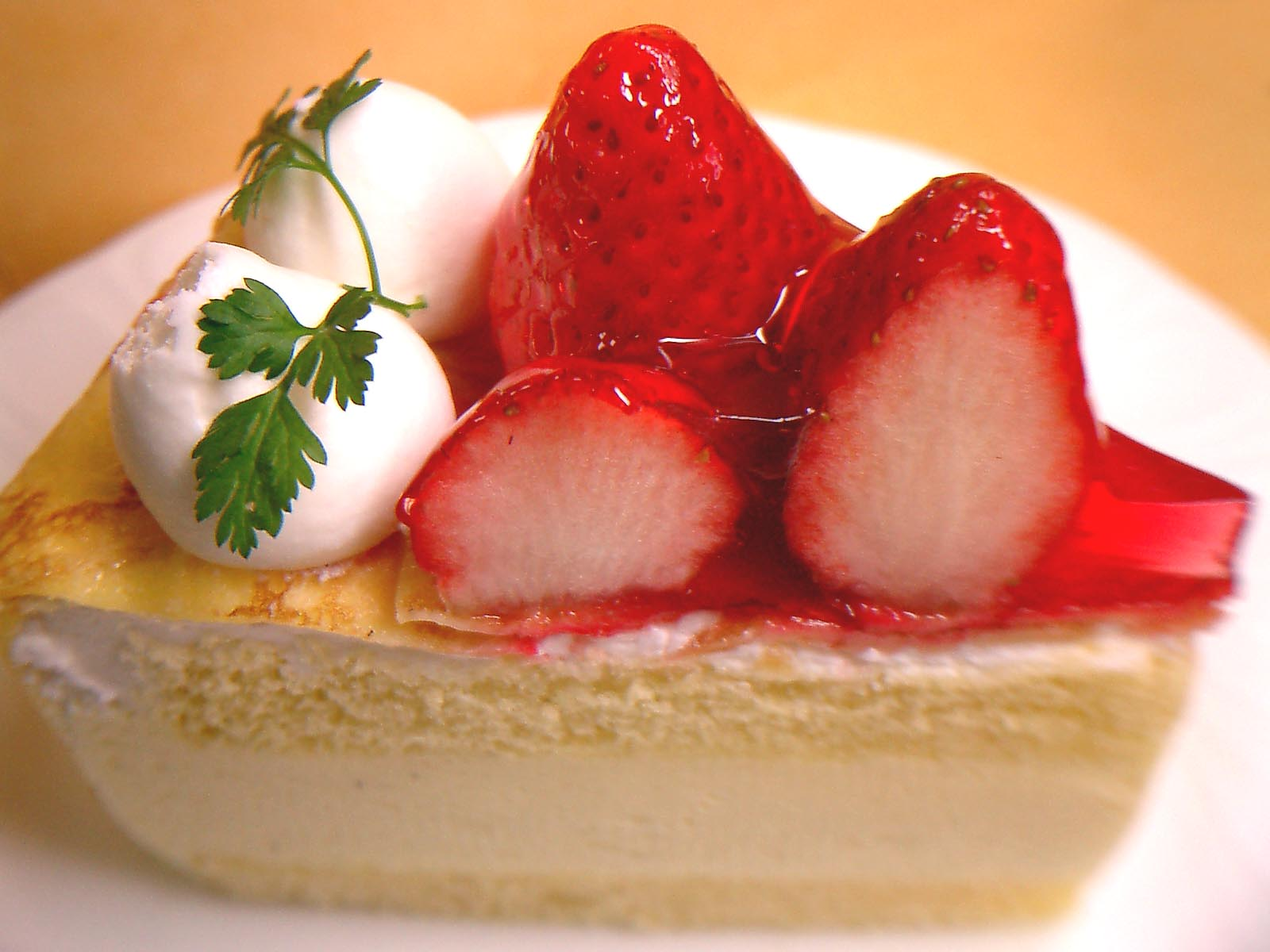
Jahody jako dekorační prvek na dortu

Jahody se konzumují jak za syrova po utržení z keříku, tak i po tepelné úpravě, přidávají se jako náplň například do ovocných (jahodových) knedlíků, do pečiva (jahodový koláč, jahodová bublanina atd.). Často se také zavařují do kompotů, využívají se pro výrobu moštů. Vyhlášená je konzumace jahod se šlehačkou.
Jahody se používají i jako dekorační doplněk pro míchané nápoje a značné obliby v celosvětovém zastoupení má konzumace jahod spolu se sektem.

### Aroma
Jahody mají výrazné aromatické vlastnosti, čehož se využívá u celé škály výrobků. Jahodová příchuť je tak známá u žvýkaček, bonbónů, čokolády, sušenek, vůní, ale také například u kondomů.

### Kosmetika
Jahody se využívají také v kosmetice, jelikož obsahují velké množství manganu, který je prospěšný pro pevnost a růst vlasů a pokožky. Dříve se jahody využívaly i pro bělení zubů.

### Festivaly
Popularita jahod v určitých částech světa položila základy pro organizaci každoročních festivalů. Suonenjoki, malé město ve Finsku poblíž města Kuopio, je mimo jiné známé svými prvotřídními jahodami, zejména v Rusku a na Ukrajině, a je vidět v červenci ve formě „jahodového karnevalu“.

## Galerie

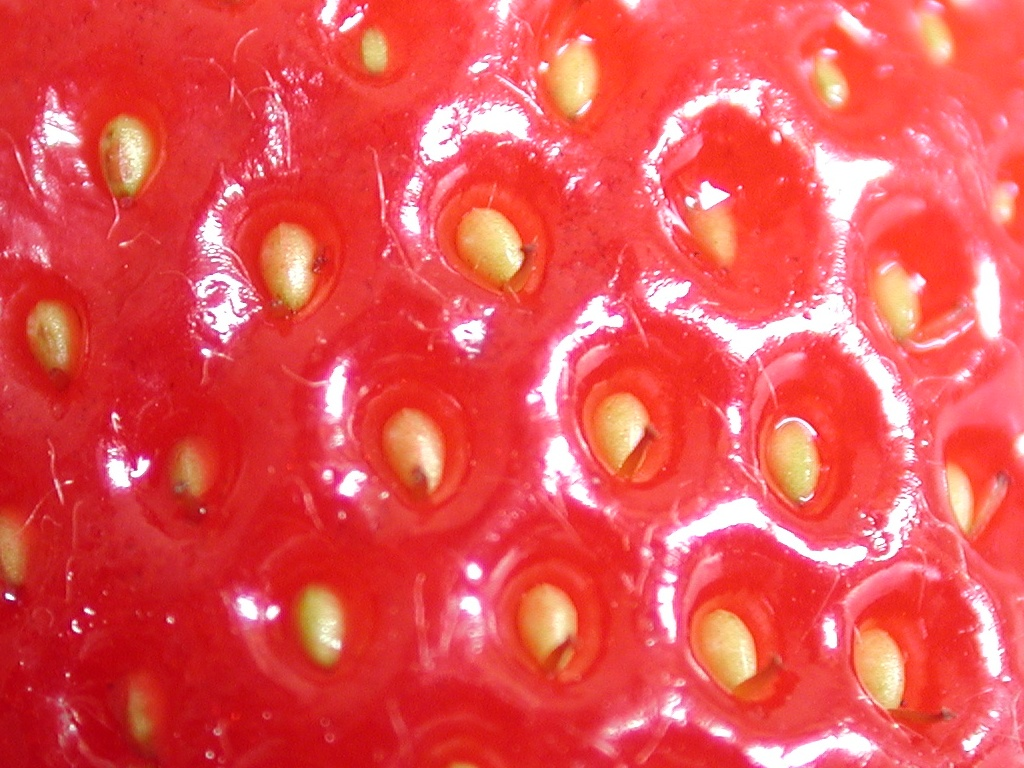
Povrch zblízka
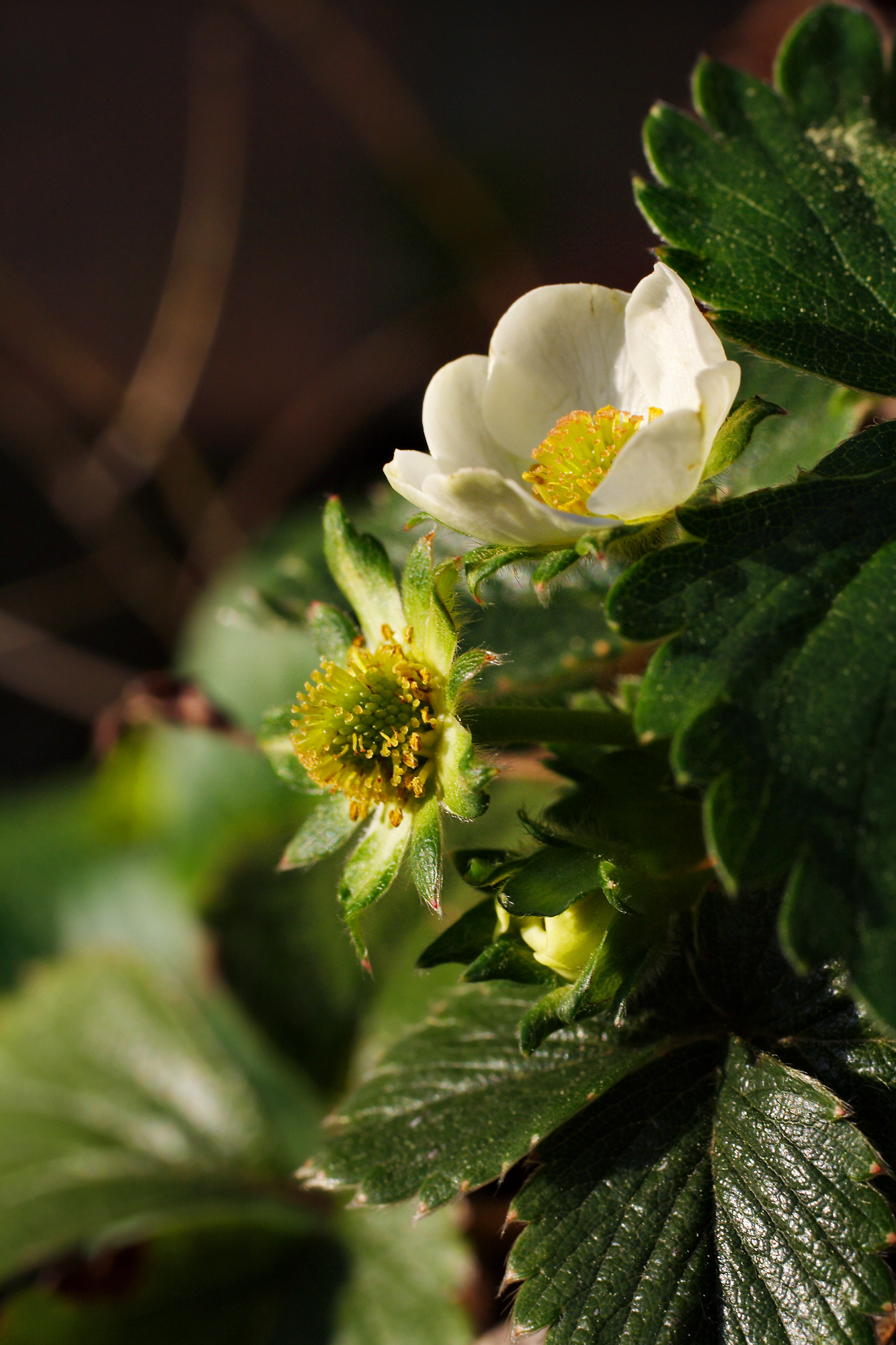
Květ a nezralý plod
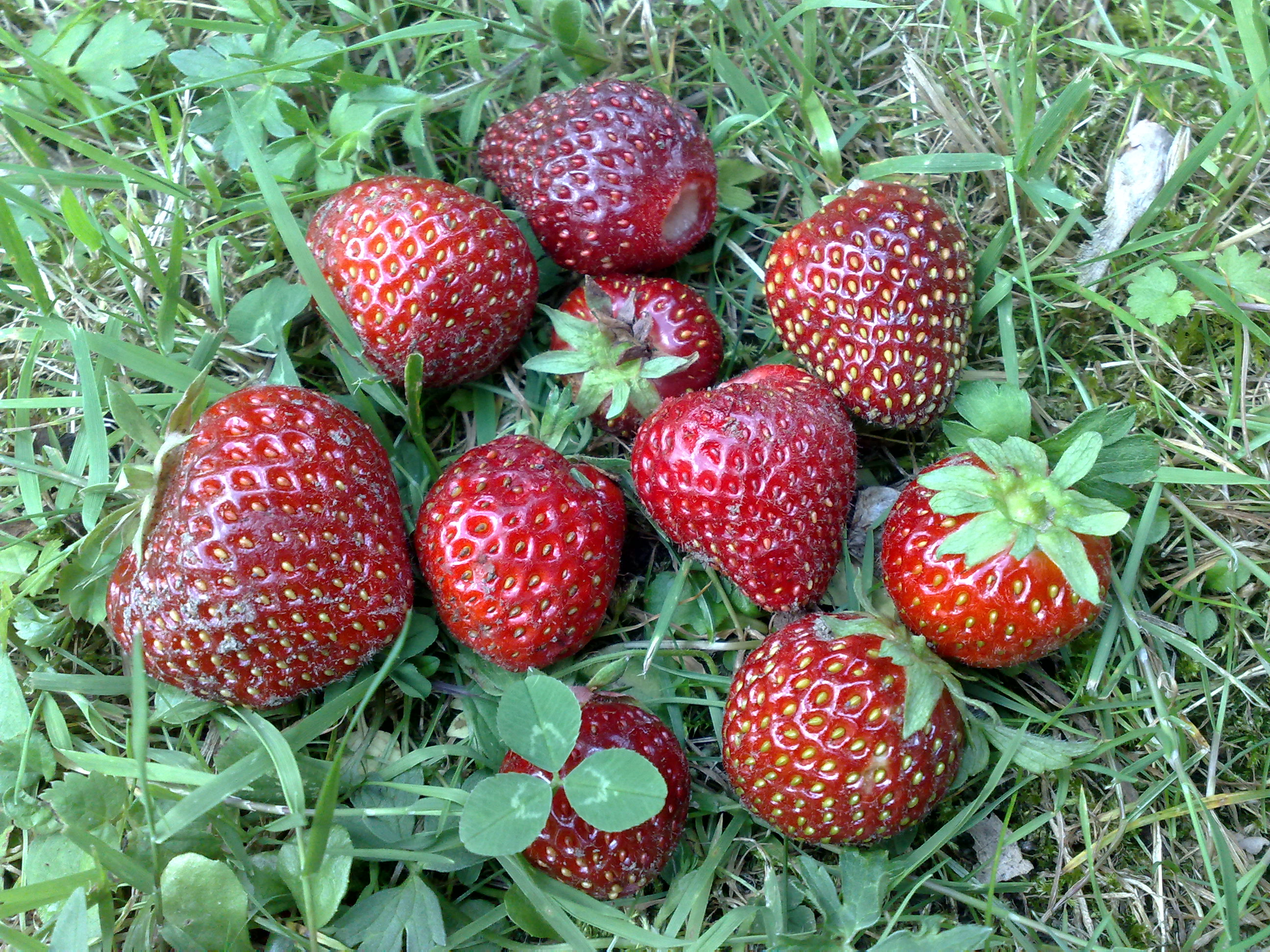
Jahody rozestavěné na trávě
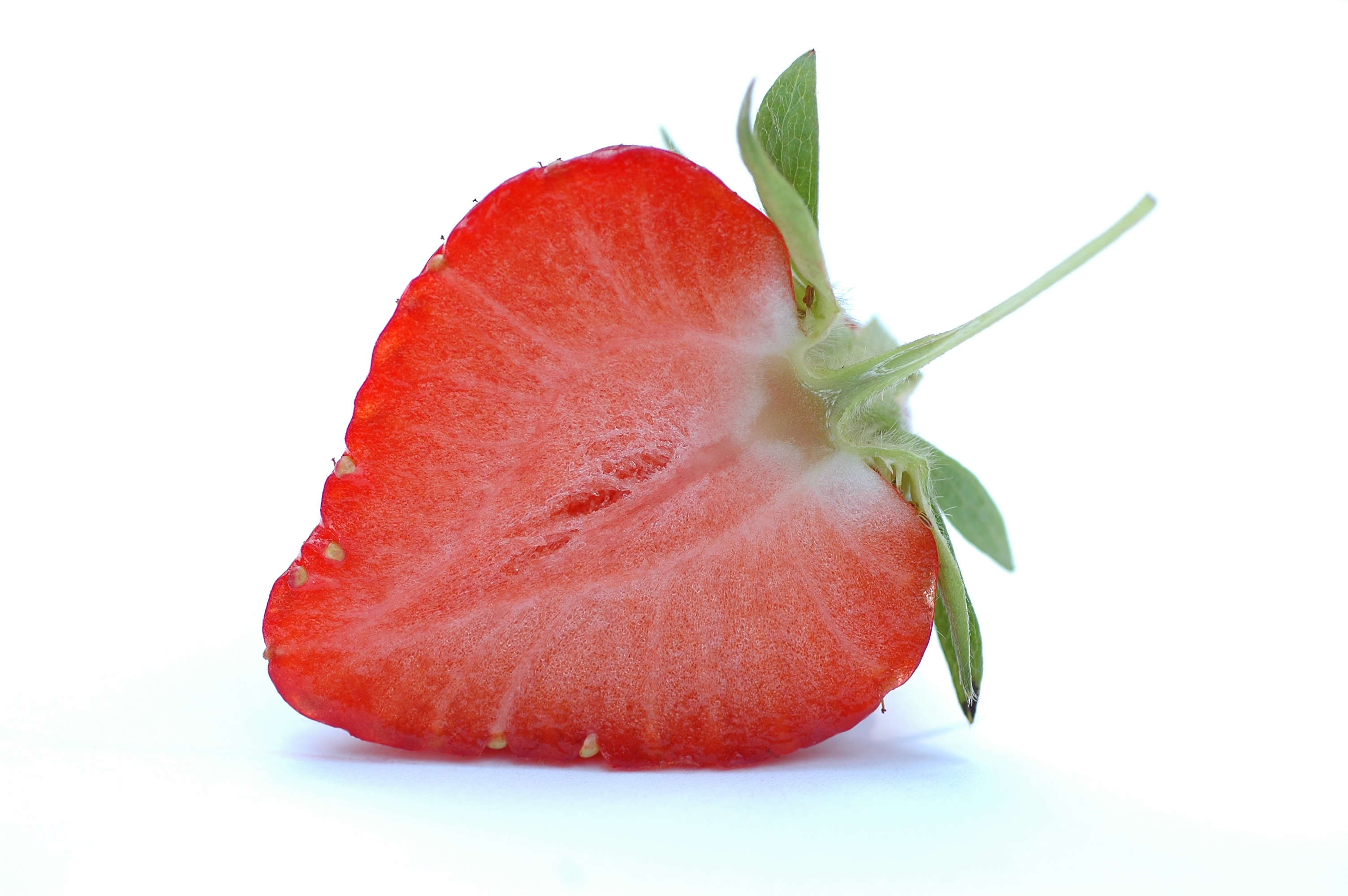
Vnitřní struktura rozpůlené jahody
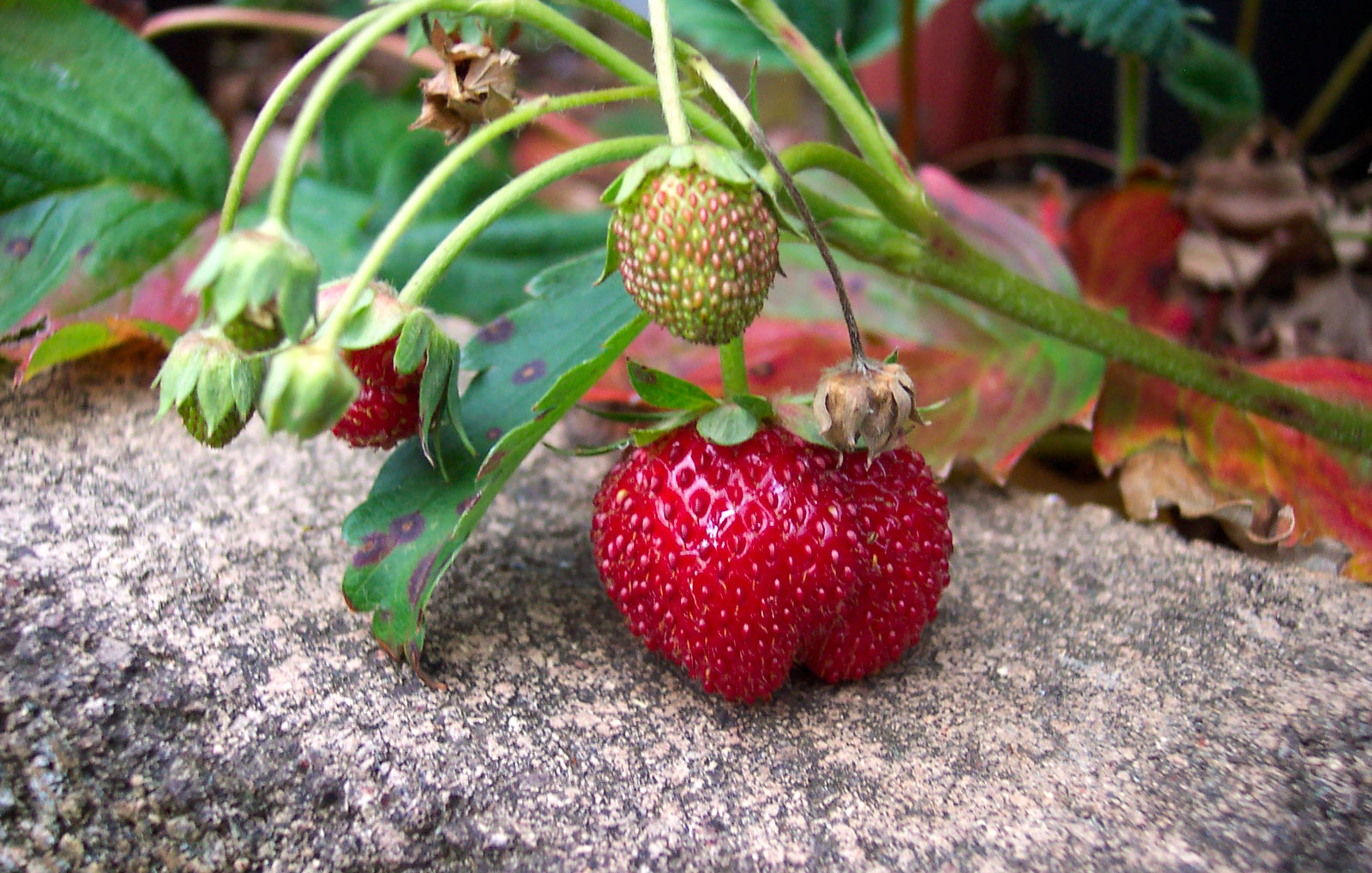
Zralá a nezralá jahoda